# بخش خنرال لا مادرید
بخش خنرال لا مادرید (به اسپانیایی: Partido de General La Madrid) یک منطقهٔ مسکونی در آرژانتین است که در استان بوئنوس آیرس واقع شده‌است. بخش خنرال لا مادرید ۴٬۸۱۱ کیلومتر مربع مساحت و ۱۰٬۹۸۴ نفر جمعیت دارد.